# Кандалакша (заповідник)
67°04′34″ пн. ш. 32°31′30″ сх. д. / 67.076111111111° пн. ш. 32.525° сх. д.
Запові́дник Кандала́кша — заповідник на південному березі Кандалакшської затоки Білого моря у Мурманській області і Карелії Росія.
Заповідник також має два невеликих сектора на північному узбережжі Кольського півострова на Баренцовому морі;
зокрема, тепла атлантична течія призводить до того, що північні сектори Баренцова моря тепліші, ніж більш південні сектори Білого моря.
У межах заповідника лежать понад 550 островів.
Це один із найстаріших заповідників Росії, створений в 1932 році для охорони морського середовища проживання водоплавних птахів регіону, зокрема Somateria.
Заповідник розташований на території Кандалакського, Кольського та Ловозерського районів Мурманської області. Найближче місто, Кандалакша, знаходиться біля північно-західного входу в Кандалакську затоку, приблизно за 5 км від найближчої точки заповідника.
З 1976 року заповідник було включено до списку водно-болотних угідь, що мають міжнародне значення .
.
Займає площу 70 530 га.

## Топографія
Домінантний рельєф — морський острівний архіпелаг з навколишніми морськими районами та прилеглими прибережними зонами.
Частина заповідника Кандалакшської затоки охоплює значну прибережну територію та численні острови вздовж південного узбережжя.
Деякі з островів покриті лісами; решта — шхери (дрібні округлі скелі без рослинності).
Місцевість — прибережна/острівна тайга у південному секторі.
Сектори Баренцова моря на півночі — це переважно прибережні тундри. 74 % заповідника — акваторія, решта — суходіл.

## Клімат і екорегіон
Кандалакша розташована в екорегіоні скандинавської та російської тайги, що лежить у Північній Європі між тундрою на півночі та помірними мішаними лісами на півдні.
Екорегіон охоплює частину Норвегії, Швеції, Фінляндії та північну частину Європейської Росії, та є найбільшим екорегіоном в Європі. Екорегіон характеризується хвойними лісами, в яких переважає Pinus sylvestris (у більш сухих місцях), часто з підліском Juniperus communis, Picea abies, Picea obovata і значною домішкою Betula pubescens, Betula pendula. Larix sibirica характерна для східної частини екорегіону.

Клімат Кандалакші — вологий континентальний з прохолодним літом (класифікація клімату Кеппена (Dfc)).
Цей клімат характеризується довгою холодною зимою і коротким прохолодним літом.
У регіоні м'якша погода, ніж в інших районах на північ від Полярного кола, оскільки Мурманська область зазнає впливу Нордкапської гілки Гольфстріму.

## Флора і фауна
Заповідник відомий своїми тайговими та тундровими квітковими угрупованнями.
Зафіксовано понад 700 видів судинних рослин і 400 видів мохоподібних (печіночниці та листяні мохи).
Біорізноманіття в районі Баренцова моря вище, ніж на решті території, в основному через тривалі періоди льодового покриву та меншу солоність на півдні.
Але біомаса водоростей і безхребетних значно вища.
Типовими деревами є сосна та ялина. Лишайники покривають прибережні скелі та береги.

Заповідник є основним місцем розмноження в Росії атлантичного і великого чубатого баклана, а також атлантичного Halichoerus grypus. Delphinapterus leucas є найвідомішими серед китоподібних, тоді як інші види: Phocoena phocoena, кити (Balaena mysticetus, Megaptera novaeangliae,

Balaenopteridae, Hyperoodon ampullatus, Orcinus orca) зустрічаються рідше.

Серед птахів варто відзначити Somateria mollissima та Mergini що гніздяться на безлісних островах.
Велика кількість риби, зокрема Gadus, Melanogrammus aeglefinus та Cyclopteridae, приваблює водоплавних птахів.
Характерними ссавцями заповідника є лось, бурий ведмідь, лисиця, заєць, вивірка, куниця, горностай.
Серед звичайних птахів — Lyrurus tetrix, Lagopus, боривітер та Strigiformes..